# Never Die Songs
Never Die Songs je v pořadí třetí studiové album plzeňské ska skupiny Tleskač. Bylo vydáno v roce 2011; obsahuje 12 písní. Bylo to první album této skupiny, na kterém vystupovala zpěvačka Karolína Jägerová.

## Seznam písní
1. Degenerace – 03:14
2. Never Die Song – 03:53
3. Sedmý den – 03:54
4. To se mi snad jenom zdá – 04:54
5. Mrtvá holka – 03:33
6. Muchacho desperado – 04:18
7. Po smrti dobrý – 04:16
8. Swingers Party – 04:08
9. Welcome to Prague – 04:54
10. Lesní manekýn – 03:12
11. Holá řiť – 04:03
12. Dvě krávy – 03:36